# Oscar en zijn geheimen
Oscar en zijn geheimen is het derde stripverhaal uit de reeks de Baard en de Kale. Het is geschreven door Albert Desprechins (Ben) en getekend door Will (pseudoniem van Willy Maltaite).

## Publicatiegeschiedenis
Het verhaal verscheen in Robbedoes en Spirou van 15 oktober 1953 t/m 20 mei 1954 in nr. 809 t/m 840. De albumuitgave verscheen in 1955 bij uitgeverij Dupuis. Dit album was in 1958 uitverkocht maar een herdruk bleef uit. 
De Franstalige editie verscheen in twee verschillende versies, een softcover in 1955 en een hardcover in 1956.
Bijna dertig jaar later, in 1984, kwam er een herdruk. De originele drukfilms van dit verhaal bestaan niet meer. Daarom werden voor de herdruk de originele platen gerestaureerd en de lettering werd overgedaan. Ook werden de pagina's opnieuw ingekleurd.
Een Duitstalige versie Oscar und seine Geheimnisse verscheen in de integrale editie Harry und Platte Gesamtausgabe: 1949 - 1954 bij uitgeverij Salleck.
Deze integrale editie verscheen ook in het Nederlands bij uitgeverij Arboris in september 2020, getiteld De complete Baard en Kale 8 - de eerste avonturen.

## Verhaal
Kale heeft geld nodig om een duikerpak te kopen. Hij ziet een interessante advertentie in de krant staan : Een galerijschouwburg biedt een hoge prijs voor de papegaai die kan zeggen : "Wil de barones maar in de salon gaan ?". Baard en Kale hebben nog 10 dagen de tijd om een papegaai te vinden die dit kan zeggen. Ze gaan op zoek en zien op een veiling een papegaai in een verchroomde kooi. Na een aantal biedingen zijn ze de eigenaar van de papegaai, die goed kan praten en Oscar heet. Iedere keer noemt hij zijn eigen naam. Maar hij herhaalt ook onvermoeibaar dezelfde zin "Onder de derde strook van de parketvloer".
Baard en Kale gaan proberen om hem de zin "Wil de barones maar in de salon gaan" te laten zeggen. Uiteindelijk lukt dat en ze gaan naar de schouwburg om auditie te doen en Oscar wordt aangenomen. Maar later ontsnapt hij.
Dan gaan ze op zoek naar de vorige eigenaar van de papegaai want ze zijn inmiddels geintrigeerd door de zin die Oscar steeds maar herhaalt "Onder de derde strook van de parketvloer". De vorige eigenaar was een vrouw die inmiddels overleden is. Ze slagen er in om als bedienden te worden aangenomen in het huis waar de vrouw woonde, bij de nieuwe bewoners van het huis. Uiteindelijk vinden ze daar onder de parketvloer een briefje met daarop de boodschap "Vier stappen grote eik". Het lukt hen om deze eik te lokaliseren in een kazerne. Ze worden aangenomen als soldaat en kunnen de kazerne binnengaan. Vervolgens vinden ze, op een aangegeven plaats onder de eik, een metalen koffertje. Hierin vinden ze de  bouwplannen van een vreemde machine. Ze huren een schuur en gaan aan de slag om deze machine te vervaardigen. Maar ze hebben niet gemerkt dat ze worden bespioneerd.